# Château d'Ansembourg
Le vieux château d'Ansembourg (en luxembourgeois : Buerg Aansebuerg et en en allemand : Burg Ansemburg) appartenant à la Vallée des sept châteaux au cœur du Luxembourg. Il surplombe le petit village d'Ansembourg, la forteresse médiévale est la résidence privée des actuels comte et comtesse d'Ansembourg.

## Histoire
La propriété est mentionnée pour la première fois en 1135 lorsque le seigneur du lieu est Hubert d'Ansembourg. Les murs ont probablement été élevés au milieu du XIIe siècle. La porte de la tour sud-ouest et le donjon nord semble avoir été construits par Jofroit d'Ansembourg au début du XIVe siècle. Jusqu'au règne de Jakob II de Raville-Ansembourg, le château ne semble pas avoir été modifié de manière importante. La date de 1565 est mentionnée sur la grande porte principale. En 1683, le château est sérieusement endommagé par les troupes françaises du maréchal de Boufflers. Durant le XVIIe siècle, des réparations sont dirigées par les familles Bidart, Marchant et d'Ansembourg qui construisent le nouveau château d'Ansembourg.
De nos jours, le château est la propriété de Gaston-Gaëtan, comte de Marchant et d'Ansembourg qui s'installe dans les lieux après le décès de son père. À la fin de l'année 2008, le Gouvernement luxembourgeois fait l'acquisition de la bibliothèque familiale (comprenant environ 6 000 ouvrages) et se voit offrir les archives familiales. L'intérêt pour ce fonds s'est accru lorsque le Codex Mariendalensis, racontant l'histoire de Yolande de Vianden, est découvert en 1999 par le linguiste Guy Berg. La richesse de ce manuscrit, daté de la fin du XIVe siècle ou du début du XVe siècle, réside dans le fait qu'il a été écrit en francique mosellan, un dialecte très proche du luxembourgeois moderne.
Le château est une propriété strictement privée et n'est pas ouvert aux visiteurs. En 2011, le comte d'Ansembourg ouvre un hôtel dans un des bâtiments entourant le château.

## Galerie

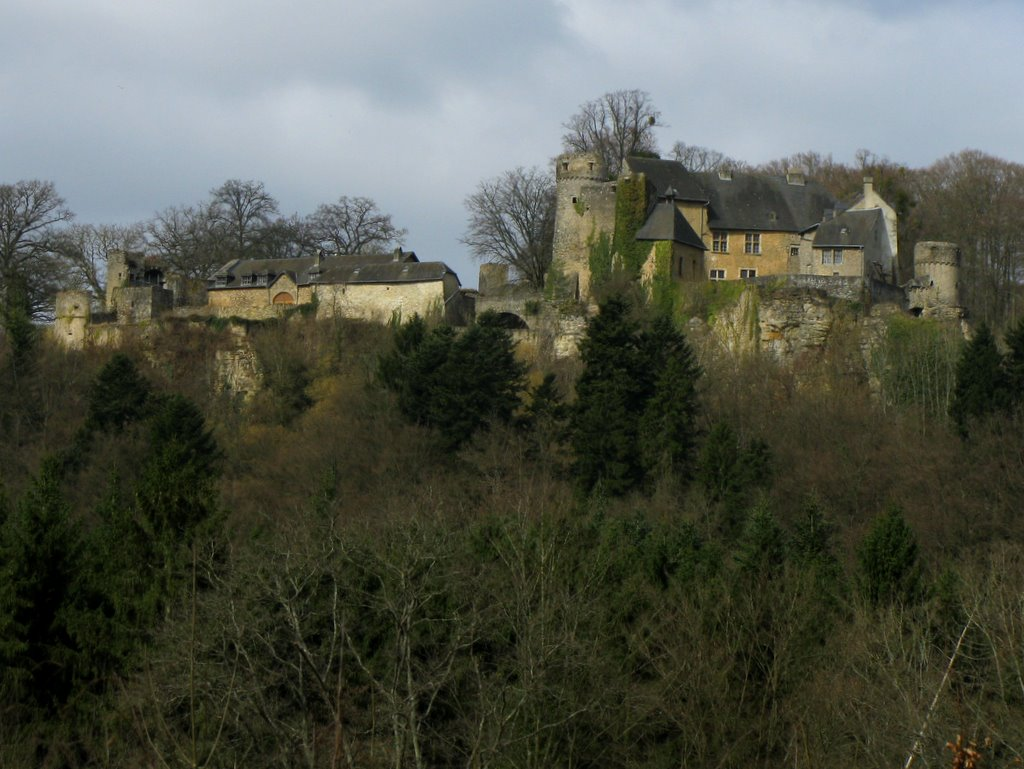
Vue d'ensemble du château.
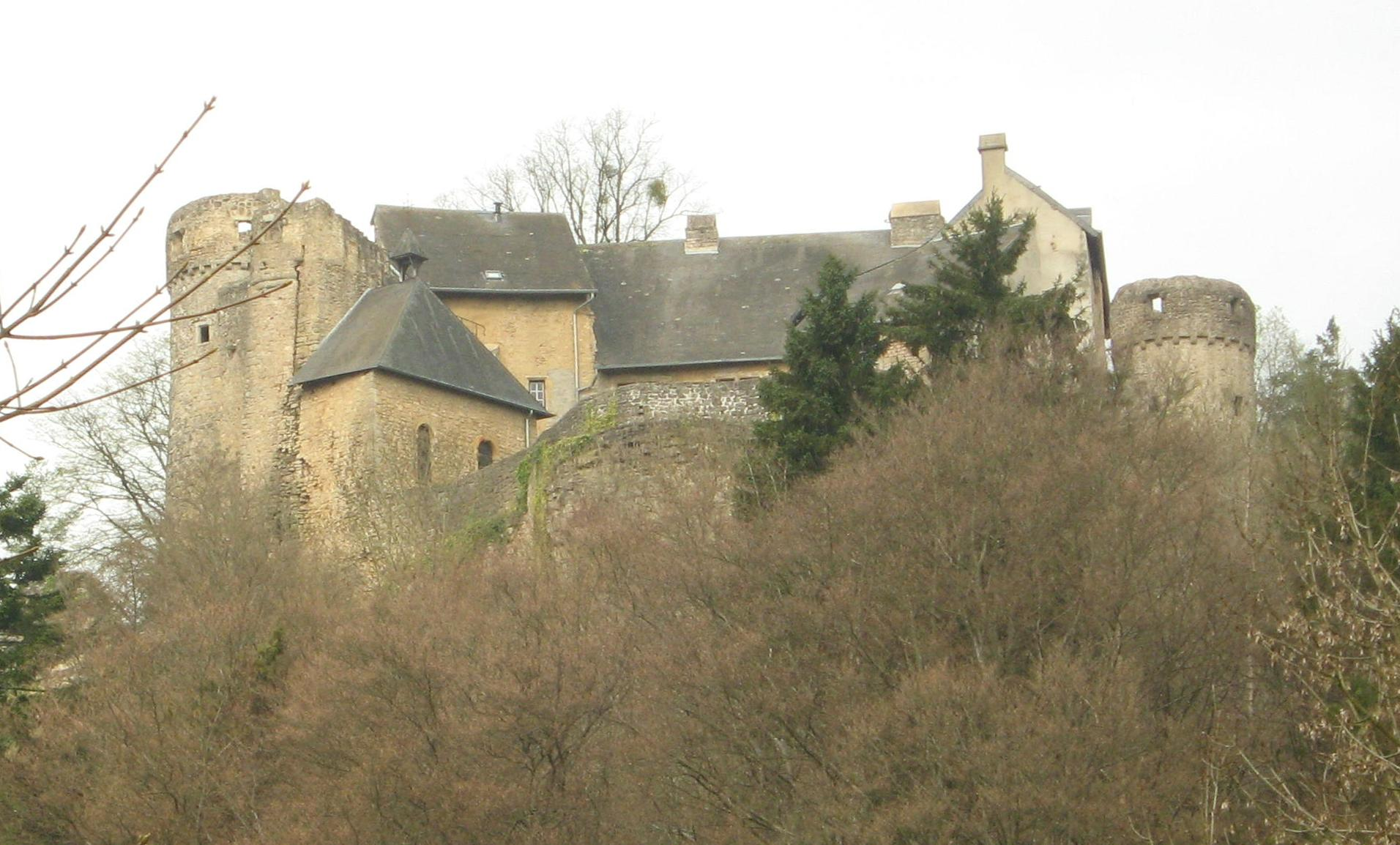
Vue rapprochée du château.
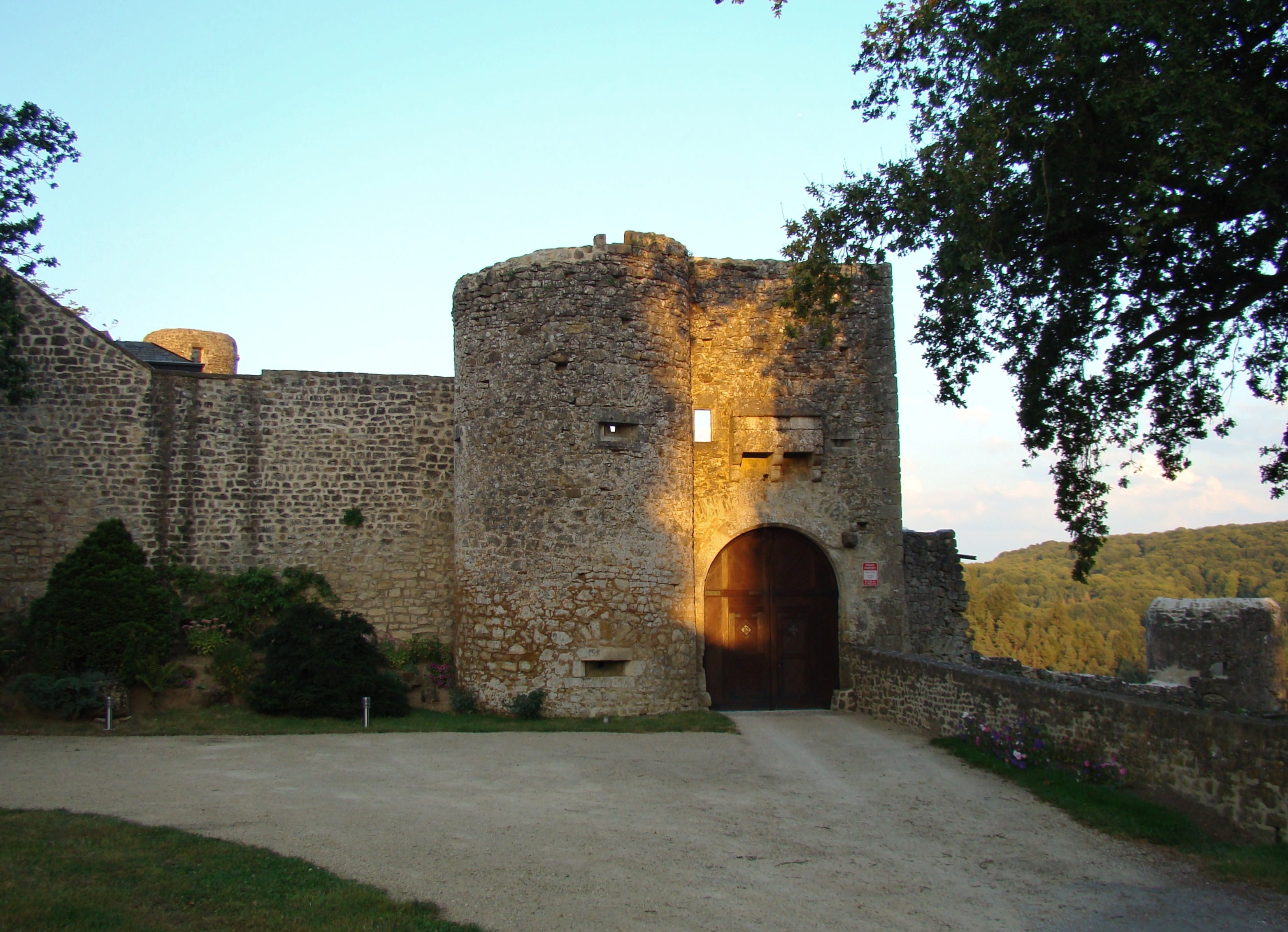
L'entrée du château.